# Vite aerea

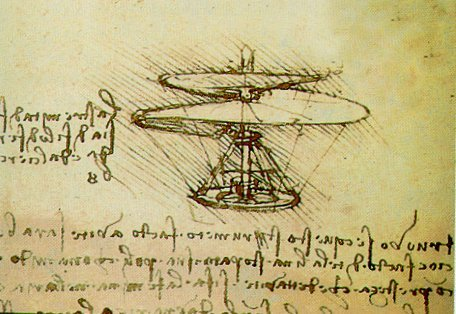
La vite aerea di Leonardo. Manoscritto B, foglio 83 v., 1489, Manoscritti di Francia, Parigi, Institut de France.

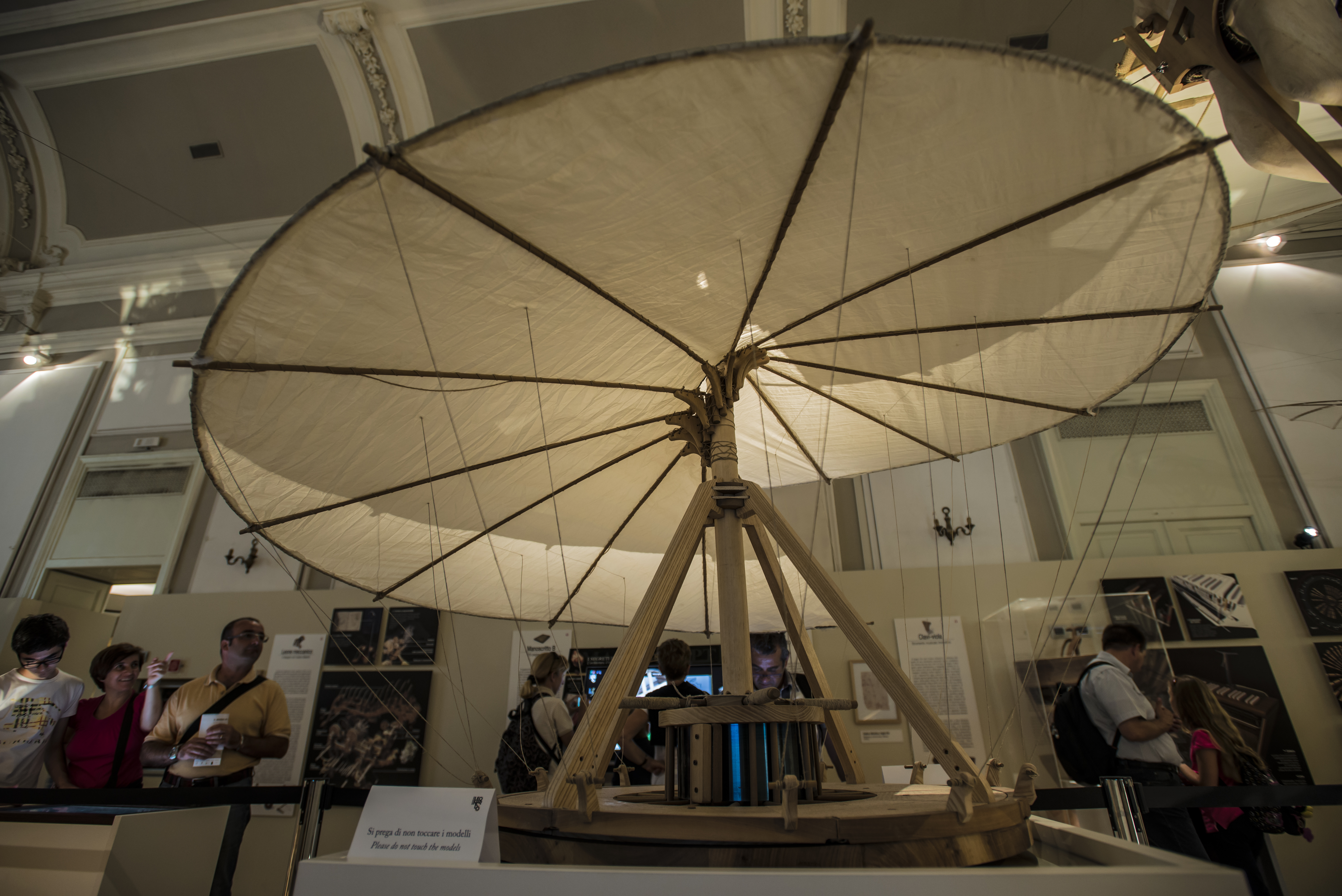
La Vite Aerea col motore a molla esposta al Mondo di Leonardo di Milano

La vite aerea è un progetto ideato da Leonardo da Vinci e descritto nel foglio 83v del Manoscritto B, redatto durante il suo primo soggiorno milanese.
In questo studio di vite aerea, Leonardo arriva a ipotizzare e formulare in anticipo di secoli l'efficacia trattativa dell'elica, concependo una struttura molto simile, ispirandosi alle forme della natura e dando corpo alle sue osservazioni sulle caratteristiche dell'aria. Nelle intenzioni dell'inventore, avrebbe dovuto "avvitarsi" nell'aria sfruttandone la densità similmente a quanto fa una vite che penetra nel legno.
Non vi è prova che Leonardo abbia effettivamente costruito la macchina da lui immaginata che rimarrebbe, quindi, una delle tante intuizioni teoriche della multiforme attività del celebre inventore. Per molti anni è stata erroneamente presentata al pubblico come un "elicottero", sostenendo che il motore per farla girare fossero degli uomini e che fosse destinata a sollevarsi nell'aria come un velivolo per il trasporto umano. Nel 2008, Mario Taddei studia e realizza la nuova interpretazione presente nella mostra Leonardo dal 2013 in Piazza della Scala a Milano, svelando il vero progetto di Leonardo. Alla base della struttura è infatti disegnata anche una molla, il vero motore della macchina, che peraltro è anche citata nella descrizione autografa dello stesso Leonardo sotto al disegno. Gli uomini, pertanto, facendo ruotare l'elica in un verso caricavano la molla fino a un punto di blocco. Dopodiché liberavano il blocco e la sola parte superiore della macchina, l'elica, si avvitava nell'aria, ruotando nella direzione opposta a quella di carica.
Nel 1881, lo schizzo della vite aerea di Leonardo venne posto all'attenzione dell'Accademia delle Scienze di Parigi da Gilberto Govi.

## Descrizione

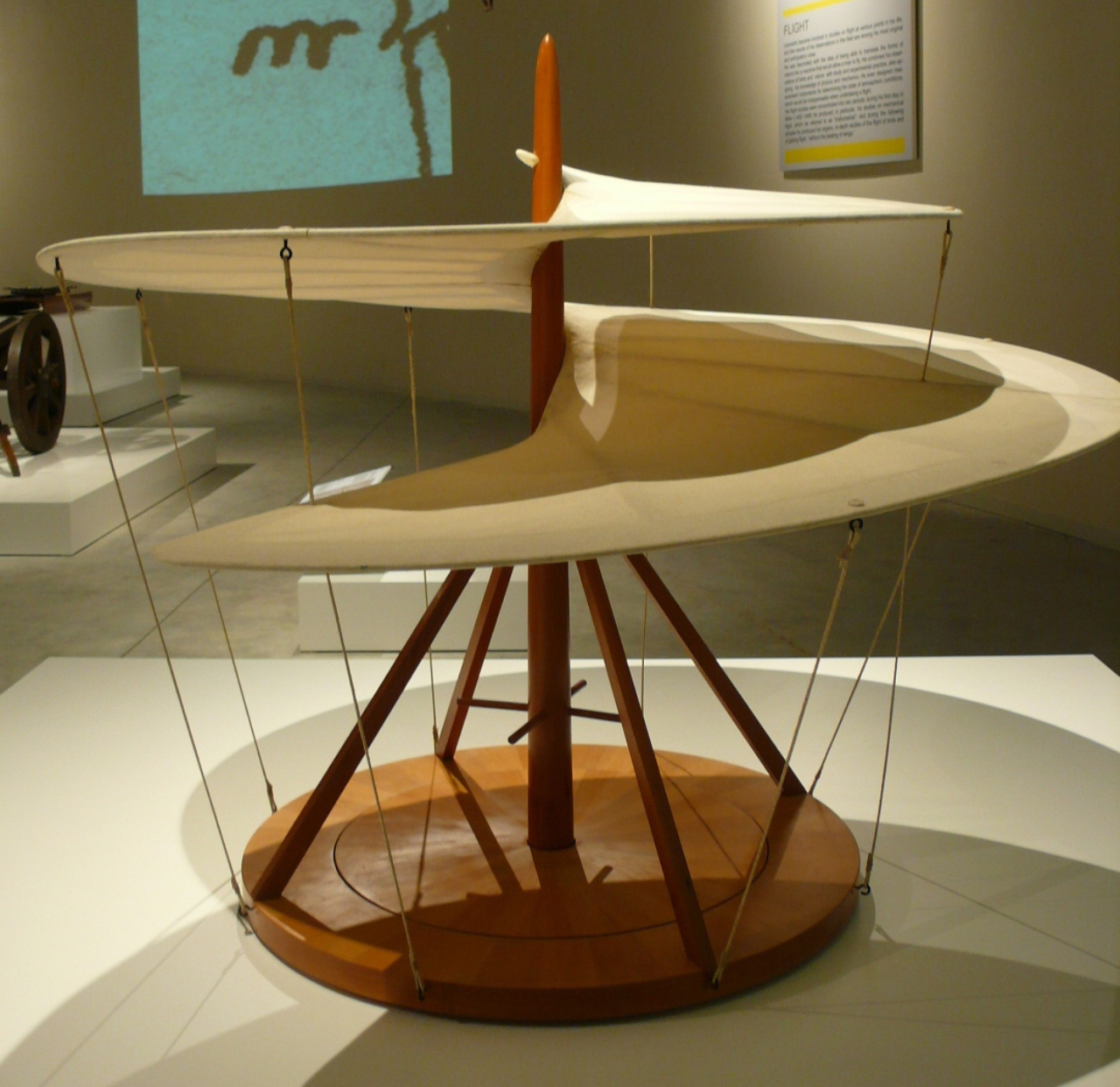
Modello storico (senza la molla) della vite aerea, esposta nella Galleria dedicata a Leonardo al Museo nazionale della scienza e della tecnologia Leonardo da Vinci di Milano.

La macchina era costituita da una base circolare fissa inscritta in una corona mobile, a sua volta collegata a un albero di trasmissione verticale. Sull'albero è montata una struttura elicoidale rastremata verso l'alto, collegata tramite tiranti alla corona rotante della base.
La macchina era immaginata come una vite senza fine; nelle note che accompagnano il disegno, specifica le misure della base (8 braccia fiorentine, circa cinque metri) e i materiali: legno, corda e tela di lino inamidata. Doveva essere azionata dalla forza muscolare di quattro uomini che, per far ruotare l'albero, poggiavano i piedi sulla piattaforma centrale e, con le mani, facevano forza sulle rispettive barre.
Di esso, Leonardo scrisse: